# Edificio Somisa
El edificio Teniente General Castiñeiras es uno de los edificios emblemáticos de la arquitectura moderna de Buenos Aires. Es mayormente conocido como edificio Somisa, ya que fue construido para dicha empresa siderúrgica. Por ello, toda su estructura está realizada en acero.
Actualmente el edificio aloja a la Jefatura de Gabinete de Ministros de la Nación. Su dirección es avenida Presidente Julio A. Roca 782, en el barrio de Monserrat.

## Historia
Somisa (Sociedad Mixta Siderurgia Argentina) fue una empresa siderúrgica estatal creada durante la presidencia de Juan Domingo Perón, en 1947.
En 1966, por iniciativa de su presidente de ese entonces, el teniente general Pedro Castiñeiras, se llamó a un concurso de proyectos para diseñar la nueva sede social de la empresa. Se poseía para ello un terreno ubicado en la esquina de la Diagonal Sur y avenida Belgrano. La condición fundamental era que en el proyecto se aprovechara totalmente el elemento constructivo en el cual se especializaba SOMISA: el acero.
Finalmente, resultó ganadora la propuesta del arquitecto Mario Roberto Álvarez. La obra se construyó durante los siguientes años, y fue terminada recién en 1977.
En 1993, Somisa fue privatizada como parte del plan económico del presidente Carlos Menem. Actualmente forma parte de la empresa multinacional Ternium. El edificio fue destinado entonces a la Jefatura de Gabinete de Ministros, creada en 1996. 
Se recuerda como anécdota de la personalidad del arquitecto Álvarez y la importancia que le dio a esta obra, que los termopaneles importados vinieron con fallas en la hermeticidad de las cámaras de aire, lo que generó opacidades que no eran esperadas en los cristales de la fachada. Luego de más de veinte años de reclamos, recién a principios del siglo XXI el arquitecto logró que el fabricante de aquel entonces repusiera gratis la totalidad de los vidriados. La Jefatura de Gabinete del Poder Ejecutivo que ocupaba el edificio no aceptó hacer el cambio ni aprovechar la oportunidad que Álvarez les ofrecía de devolverle al edificio su carácter original.

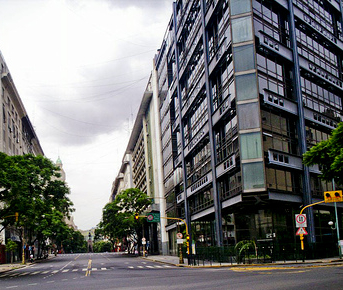
Vista desde avenida Belgrano y Piedras

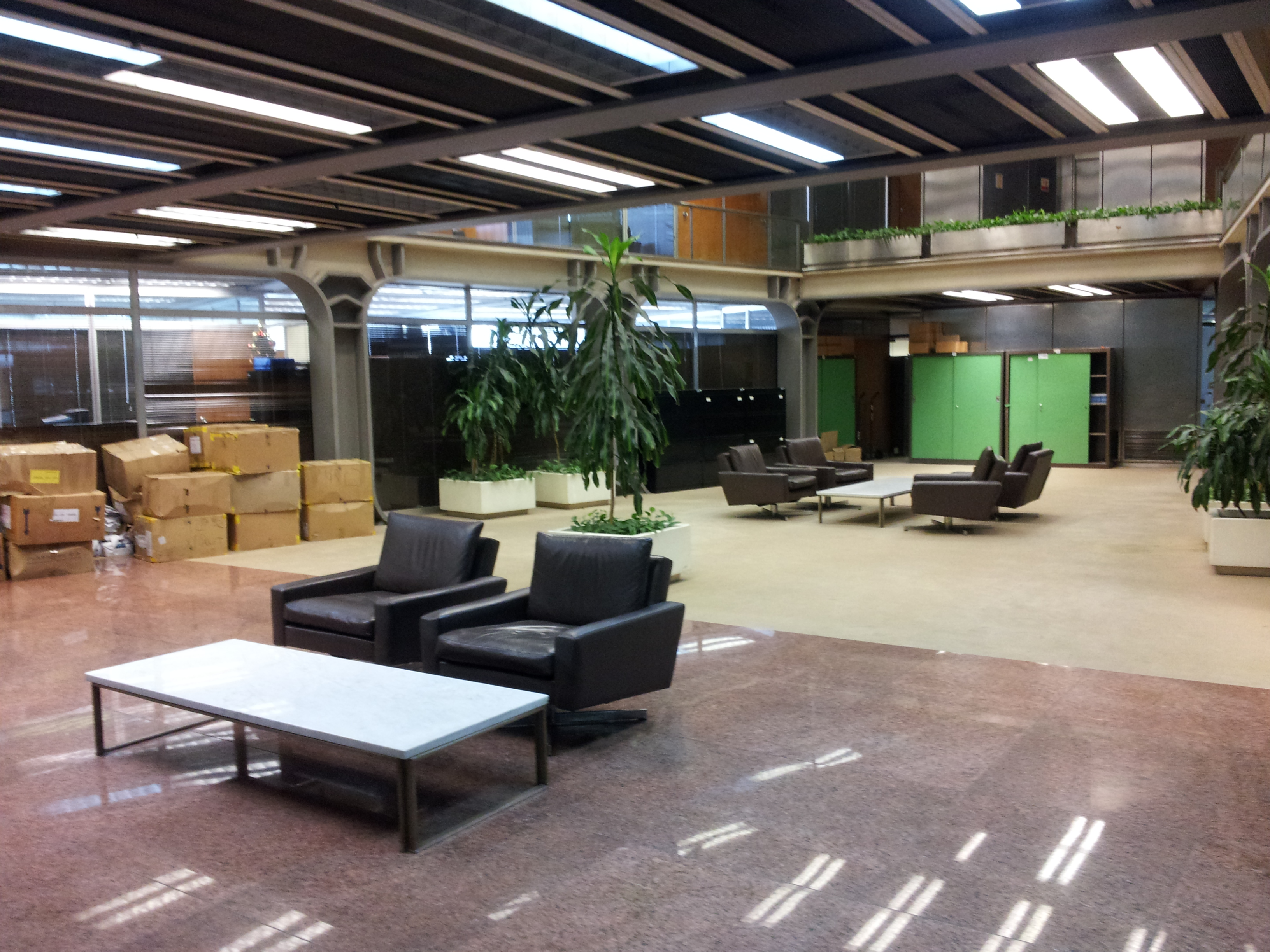
Recepción del piso 10, se ve la estructura y entrepiso de piezas de acero.

## Descripción
El edificio de la sede social de Somisa es reconocido por ser el primer edificio de la Argentina realizado íntegramente en chapas de acero de 3 mm de espesor, y por ser el primero en todo el mundo íntegramente soldado.
Está ubicado en el extremo sur de la Diagonal Sur, una avenida abierta a comienzos del siglo XX y regulada por una ordenanza que fijó la altura máxima permitida para sus edificios, y el desarrollo de las fachadas con basamento y balcón en el último piso. 
Por ello, el edificio de Somisa tuvo que respetar la altura máxima permitida en la Diagonal Sur, y se optó por una gran cantidad de niveles subterráneos para compensar la limitación. Es así que este edificio posee una planta baja de doble altura cuyo piso está a un metro bajo el nivel de la vereda, catorce pisos altos, y siete subsuelos que llegan a 24 metros bajo tierra.
El acero, proveniente de las fundiciones de Somisa, fue utilizado no solamente para la estructura del edificio, sino además para los tabiques de división interna y los módulos de inserción del muro cortina vidriado de la fachada, que fue tratado para ser anticalórico, y es de doble capa con capa de aire intermedia.

### Críticas
El edificio también ha sido objeto de críticas en cuanto al proyecto realizado por Álvarez, quien por ejemplo mantuvo una discusión pública con el arquitecto Federico Ortiz a través de una serie de artículos de opinión en la revista Summa, entre abril y julio de 1983.
Años más tarde, el arquitecto Pancho Liernur cuestionó la decisión proyectual de Álvarez en uno de sus libros:

(...) se exhiben en fachada unas gigantescas vigas de acero. Elegida solo por su elocuencia, se trata de una estructura forzada, lo que se hace evidente en su no continuidad en el cuerpo lateral. Tremendas cargas térmicas, inconsistente resolución del acceso y la ochava, denuncia la subordinación del racionalismo al simbolismo publicitario.